# Пітер Ґатрі Тейт
Пітер Ґатрі Тейт (англ. Peter Guthrie Tait; 28 квітня 1831, Далкіт, Шотландія, Велика Британія — 4 липня 1901, Единбург, Велика Британія) — шотландський математик і фізик. Член Единбурзького королівського товариства (1861).

## Життєпис
Пітер Ґатрі Тейт народився 28 квітня 1831 року в містечку Далкіт (область Мідлотіан на південному сході Шотландії). Його батько, Джон Тейт, був секретарем Волтера Скотта, 5-го герцога Баклю. Перші елементи освіти Пітер здобув у граматичній школі рідного міста. Однак, коли йому було шість років, батько помер, і тому сім'я (Пітер, його мати і дві сестри) переїхала до Лондона до дядька Джона Рональдсона, банкіра. Дядько цікавився наукою, зокрема астрономією, геологією і нещодавно відкритою фотографією, і зацікавив цими речами свого племінника. Пітер навчався спочатку в приватній школі, а 1841 року вступив до Единбурзької академії, де подружився з Джеймсом Клерком Максвеллом, який навчався в класі на рік старшому. Тейт був одним з кращих учнів протягом усіх шести років навчання, захоплювався спочатку класичними дисциплінами, а потім математикою.
В листопаді 1847 року Тейт вступив до Единбурзького університету, де слухав лекції з математики Філіпа Келланда і фізика Джеймса Форбса. Проте вже через рік він вирушив у Кембридж, де вчився в коледжі Пітергауз, готувався до іспитів під керівництвом Вільяма Гопкінса. У січні 1852 року Пітер здав підсумковий математичний іспит (Mathematical Tripos) з відзнакою (Senior Wrangler), а також був нагороджений премією Сміта. Після двох років навчання в Кембриджі, у вересні 1854 року, Тейта запрошено на посаду професора математики Королівського коледжу в Белфасті. Тут він познайомився з ірландським фізиком та хіміком Томасом Ендрюсом, який залучив його до спільної експериментальної роботи, а також почав листування з Вільямом Гамільтоном, автором концепції кватерніонів.
1857 року Тейт одружився з Маргарет Арчер Портер, дочкою преподобного Джеймса Портера, з синами якого він навчався в Кембриджі. 1859 року, після переходу Форбса в університет Сент-Ендрюса, звільнилося місце професора натуральної філософії Единбурзького університету. Основними кандидатами були Максвелл і Тейт. Перевагу було надано останньому, як більш придатному викладачеві для не надто хороших студентів. 1860 року він прибув до Единбурга, де й залишався до кінця життя. Від 1879 до 1901 року він був секретарем Единбурзького королівського товариства.
Тейт був глибоко релігійною людиною, що відбилося в двох книгах, написаних спільно з фізиком Бальфуром Стюартом, які мали на меті «спростування матеріалізму науковими методами». Тейт також був відомий своїм британським патріотизмом, упереджено трактуючи історію розвитку науки (це спричиняло його зіткнення з такими вченими як Рудольф Клаузіус і Джон Тіндаль).
Тейт був батьком сімох дітей. Один із синів, Фредді Тейт, був відомим гольфістом, переможцем різних аматорських турнірів (він загинув 1900 року під час англо-бурської війни). Інший син, Джон Тейт, був спортсменом, виступав за збірну Шотландії з регбі.

## Наукова діяльність

### Математика
Математичні роботи Тейта присвячені переважно теорії кватерніонів, математичній фізиці, топології, теорії функцій, теорії ймовірностей. Як учень і послідовник Вільяма Гамільтона, він розвивав кватерніонний аналіз як математичний апарат для потреб фізики, був лідером у цьому напрямку. З поглядами Гамільтона Тейт ознайомився 1853 року, коли він прочитав «Лекції з кватерніонів» дублінського вченого. У серпні 1858 року почалася їх дружнє листування. Тоді ж Тейт уперше застосував кватерніонний диференціальний аналіз фізичної проблеми — руху ідеальної рідини. 1860 року він переклав на кватерніонну мову результати Германа Гельмгольца, який помітив аналогію між гідродинамікою і електромагнетизмом. 1867 року Тейт опублікував «Елементарний трактат про кватерніони», який Максвелл використав у своїй роботі над теорією електромагнітного поля.
1867 року Тейт поставив експеримент з кільцями диму для перевірки теоретичного опису вихрових кілець, даного в одній з робіт Гельмгольца. Це поклало початок його роботі над теорією вузлів, у якій також брали участь Вільям Томсон (майбутній лорд Кельвін) і Максвелл. Особливо активно Тейт взявся за цю тему в 1876—1877 роках, коли він опублікував 7 статей з класифікації вузлів (у них він дійшов до вузлів із сімома перетинами). У 1880-і роки займався аналізом еквівалентних вузлів зі ще більшою кількістю перетинів (аж до 10). Згодом він займався проблемою чотирьох фарб і навіть стверджував, що вирішив її.
Він довів так звану теорему Тейта — Кнезера про плоску криву з монотонною кривиною.

### Фізика
У фізиці Тейт відомий роботами з термодинаміки, електрики, механіки. В Белфасті він спільно з Томасом Ендрюсом експериментально досліджував властивості озону, ефекти електричного розряду в кисні та інших газах. 1862 року Тейт разом з Джеймсом Альфредом Ванкліном вивчав електрику, що виникає при випаровуванні і закипанні. 1866 року разом з Бальфуром Стюартом він почав роботу з опису нагрівання швидко обертового диска. 1861 року Тейт почав роботу над великою працею з математичної фізики. Незабаром до нього приєднався Вільям Томсон. Підсумком став «Трактат з натуральної філософії», опублікований 1867 року, — один з найвідоміших внесків Тейта в науку. Як писав Гамільтон Дікінсон,

Ця робота відкрила нову еру і створила революцію в розвитку науки. Вперше Т і T', як автори називали себе, простежили до Ньютона концепцію «збереження енергії», яка в той час тільки набувала визнання серед фізиків, і вони показали раз і назавжди, що «енергія» є фундаментальним фізичним поняттям і що «збереження» — це її переважна і всекерівна властивість.
Оригінальний текст (англ.)
The work was epoch-making, and created a revolution in scientific development. For the first time T & T', as the authors called themselves, traced to Newton the concept of the 'conservation of energy' which was just then obtaining recognition among physicists, and they showed once and for all that 'energy' was the fundamental physical entity and that its 'conservation' was its predominant and all-controlling property.
— J. H. Hamilton Dickson. Peter Guthrie Tait // Dictionary of National Biography Second Supp. III. — London, 1912. — P. 471-474.
Протягом ряду років Тейт займався обробкою результатів глибоководних вимірювань експедиції «Челленджера», 1881 року запропонував метод корекції температур, що враховує високі тиски на термометри. Протягом 1886—1892 років він активно зайнявся кінетичною теорією газів, зокрема дав доведення теореми про рівнорозподіл. 1896 року Тейт, як пристрасний гольфіст, написав класичну статтю про траєкторію м'яча для гольфу (ефект Магнуса).

## Нагороди
- Премія Сміта (1852)
- Почесний член Единбурзького математичного товариства (1883)
- Королівська медаль (1886)
- Почесний член Данської, Нідерландської, Шведської і Ірландської академій наук

## Основні публікації
- P. G. Tait, W. J. Steele. A treatise on dynamics of a particle. — London : Macmillan and co., 1856.
- P. G. Tait, W. Thomson. Treatise on natural philosophy. — Cambridge : University Press, 1867. — Т. 1.
- P. G. Tait, W. Thomson. Treatise on natural philosophy. — Cambridge : University Press, 1867. — Т. 2.
- P. G. Tait. An elementary treatise on quaternions. — Oxford : Clarendon Press, 1867.
- P. G. Tait. Sketch of Thermodynamics. — Edinburgh : Douglas, 1868.
- B. Stewart, P. G. Tait. The Unseen Universe. — London : Macmillan and co., 1875.
- P. G. Tait. Lectures on some recent advances in physical science. — London : Macmillan and co., 1876.
- B. Stewart, P. G. Tait. Paradoxical philosophy, a sequel to The unseen universe. — London : Macmillan and co., 1879.
- P. G. Tait. Heat. — London : Macmillan and co., 1884.
- P. G. Tait. Light. — Edinburgh : A. and C. Black, 1884.
- P. G. Tait. Properties of Matter. — Edinburgh : A. and C. Black, 1885.
- P. G. Tait. Scientific papers. — Cambridge : University Press, 1898. — Т. 1.
- P. G. Tait. Scientific papers. — Cambridge : University Press, 1898. — Т. 2.